# Mistrzostwa Europy w Koszykówce Mężczyzn 2001
Mistrzostwa Europy w koszykówce mężczyzn 2001 odbyły się w Turcji w dniach 31 sierpnia - 9 września. Złoto zdobyła Jugosławia, srebro Turcja, natomiast brąz drużyna Hiszpanii. Reprezentant Jugosławii, Predrag Stojaković został MVP turnieju.

## Grupa A

### Tabela
| msc. | Drużyna | pkt | zw | por | stosunek koszy |
| ---- | ------- | --- | -- | --- | -------------- |
| 1.   | Francja | 5   | 2  | 1   | 239 : 225      |
| 2.   | Litwa   | 5   | 2  | 1   | 215 : 195      |
| 3.   | Izrael  | 4   | 1  | 2   | 218 : 210      |
| 4.   | Ukraina | 4   | 1  | 2   | 214 : 256      |

### Wyniki
31 sierpnia 2001 r.
- Ukraina 60 : 82 Litwa
- Izrael 71 : 77 Francja

1 września 2001 r.
- Francja 86 : 89 Ukraina
- Litwa 68 : 59 Izrael

2 września 2001 r.
- Ukraina 65 : 88 Izrael
- Francja 76 : 65 Litwa

## Grupa B

### Tabela
| msc. | Drużyna   | pkt | zw | por | stosunek koszy |
| ---- | --------- | --- | -- | --- | -------------- |
| 1.   | Turcja    | 5   | 2  | 1   | 226 : 232      |
| 2.   | Hiszpania | 5   | 2  | 1   | 270 : 222      |
| 3.   | Łotwa     | 4   | 1  | 2   | 258 : 284      |
| 4.   | Słowenia  | 4   | 1  | 2   | 225 : 241      |

### Wyniki
31 sierpnia 2001 r.
- Łotwa 82 : 85 Turcja
- Słowenia 61 : 85 Hiszpania

1 września 2001 r.
- Turcja 57 : 71 Słowenia
- Hiszpania 106 : 77 Łotwa

2 września 2001 r.
- Łotwa 99 : 93 Słowenia
- Hiszpania 79 : 84 Turcja

## Grupa C

### Tabela
| msc. | Drużyna    | pkt | zw | por | stosunek koszy |
| ---- | ---------- | --- | -- | --- | -------------- |
| 1.   | Jugosławia | 6   | 3  | 0   | 279 : 197      |
| 2.   | Niemcy     | 5   | 2  | 1   | 263 : 245      |
| 3.   | Chorwacja  | 4   | 1  | 2   | 235 : 247      |
| 4.   | Estonia    | 3   | 0  | 3   | 198 : 286      |

### Wyniki
31 sierpnia 2001 r.
- Estonia 71 : 92 Niemcy
- Chorwacja 66 : 80 Jugosławia

1 września 2001 r.
- Jugosławia 113 : 58 Estonia
- Niemcy 98 : 88 Chorwacja

2 września 2001 r.
- Estonia 69 : 81 Chorwacja
- Jugosławia 86 : 73 Niemcy

## Grupa D

### Tabela
| msc. | Drużyna              | pkt | zw | por | stosunek koszy |
| ---- | -------------------- | --- | -- | --- | -------------- |
| 1.   | Rosja                | 5   | 2  | 1   | 247 : 208      |
| 2.   | Włochy               | 5   | 2  | 1   | 242 : 207      |
| 3.   | Grecja               | 5   | 2  | 1   | 270 : 260      |
| 4.   | Bośnia i Hercegowina | 3   | 0  | 3   | 206 : 280      |

### Wyniki
31 sierpnia 2001 r.
- Bośnia i Hercegowina 63 : 83 Rosja
- Grecja 83 : 82 Włochy

1 września 2001 r.
- Włochy 96 : 66 Bośnia i Hercegowina
- Rosja 101 : 86 Grecja

2 września 2001 r.
- Włochy 64 : 58 Rosja
- Bośnia i Hercegowina 77 : 101 Grecja

## Druga runda
3 września 2001 r.
- Litwa 76 : 94 Łotwa
- Włochy 57 : 65 Chorwacja
- Niemcy 80 : 75 Grecja
- Hiszpania 71 : 67 Izrael

## Ćwierćfinały
5 września 2001 r.
- Turcja 87 : 85 Chorwacja
- Francja 77 : 81 Niemcy

6 września 2001 r.
- Jugosławia 114 : 78 Łotwa
- Rosja 55 : 62 Hiszpania

## Półfinały
7 września 2001 r.
- Niemcy 78 : 79 Turcja
- Hiszpania 65 : 78 Jugosławia

## Finały
9 września 2001 r.

### Mecz o 7. miejsce
- Chorwacja 93 : 91 Łotwa

### Mecz o 5. miejsce
- Francja 73 : 78 Rosja

### Mecz o 3. miejsce
- Niemcy 90 : 99 Hiszpania

### Mecz o 1. miejsce
- Turcja 69 : 78 Jugosławia

MISTRZ EUROPY 2001

Jugosławia
 
ÓSMY TYTUŁ